# Stray Kids (chương trình truyền hình)
Stray Kids (tiếng Hàn: 스트레이 키즈) là một chương trình thực tế được tạo ra bởi JYP Entertainment và Mnet. Đây là một dự án ra mắt thần tượng nam với concept đối đầu sống còn giữa "thực tập sinh với JYP". Chương trình được phát sóng vào ngày 17 tháng 10 năm 2017 lúc 23:00 (giờ địa phương).

## Bối cảnh và concept
Cuối tháng 7 năm 2017, có thông báo rằng JYP Entertainment, công ty của nhóm nhạc thần tượng nam 2PM và Got7, đã có tin đồn sẽ ra mắt một phiên bản mới của show Sixteen 2015 vào nửa cuối năm, tuy nhiên sau đó có tin tức tiết lộ răng vào tháng tới, công ty sẽ giới thiệu một dự án ra mắt thần tượng nam với một concept hoàn toàn khác với Sixteen. Chương trình phát sóng vào mùa thu nhưng đội hình cuối cùng sẽ ra mắt vào năm 2018.
Vào đầu tháng 9, công ty đã xác nhận rằng chương trình sẽ không có sự loại trừ. Thay vì việc loại trừ để chọn các thực tập sinh sống sót trở thành một nhóm, thì các thực tập sinh sẽ hoạt động để hướng tới mục tiêu chung là ra mắt cùng nhau. Đội hình dựa trên sự lựa chọn nội bộ và các thực tập sinh sẽ thể hiện các bài hát của chính họ sáng tác và vũ đạo tự dàn dựng. Họ được đánh giá về khả năng cá nhân và làm việc theo nhóm dựa trên nhiệm vụ bất ngờ để giành chiến thắng sự sống còn "trainees versus JYP". Chương trình cũng bao gồm những cảnh hậu trường trong cuộc sống hàng ngày của các thực tập sinh và showcase của họ tổ chức vào tháng 08.
Ngày 21 tháng 9, JYP Entertainment đã tiết lộ tên của chương trình - Stray Kids - cùng với logo và kênh truyền thông xã hội. Năm ngày sau, một đoạn video ca nhạc mang tên "Hellevator" được phát hành. Phiên bản đầy đủ dự kiến phát hành vào ngày 3 tháng 10 nhưng đã bị dời lại vào ngày 06. Hình ảnh teaser đầu tiên gồm 9 thành viên đã được công bố vào ngày 9.
Nhưng sau đó, Park Jin-young đã quyết định rằng nhóm chỉ có 7 thành viên. Đồng nghĩa với việc, sẽ có 2 thí sinh bị loại. Và ở cuối tập 4, người bị loại đầu tiên là Lee Min-ho (sau này được biết đến với cái tên là Lee Know). Đến cuối 8, người bị loại thứ 2 và là người bị loại cuối cùng là Felix Lee. Nhưng đến tập 9, Park Jin-young đã cho 2 thí sinh bị loại 1 cơ hội nữa. Đến chung kết, ông đã đưa ra quyết định cuối cùng rằng nhóm sẽ ra mắt với 9 thành viên là 9 thí sinh của chương trình.

## Thí sinh
| Tên                    | Hangul | chữ Hán | Hán Việt         | Quốc Tịch | Ngày sinh         | Ghi chú |
| ---------------------- | ------ | ------- | ---------------- | --------- | ----------------- | --- |
| Kim Woo-jin            | 김우진 | 金宇珍  | Kim Vũ Trân      | Hàn Quốc  | 8 tháng 4, 1997   | Cựu thực tập sinh của SM Entertainment trong khoảng một năm, ở đó anh đã từng được đào tạo với các thành viên của NCT. Đã rời nhóm vào ngày 28/10/2019.                               |
| Bang Chan              | 방찬   | 方灿    | Phương Xán       | Úc        | 3 tháng 10, 1997  | Trưởng nhóm. Anh gia nhập JYP Entertainment vào năm 2011 sau khi vượt qua cuộc thi Audition tại Úc vào năm 2010. Anh đã từng được đào tạo với các thành viên của Got7, Day6 và Twice. |
| Lee Min-ho             | 이민호 | 李旻浩  | Lý Mẫn Hạo       | Hàn Quốc  | 25 tháng 10, 1998 | Bắt đầu tập nhảy cách đây 4-5 năm. Anh từng là một trong những backup dancer cho một số MV và một số tour lưu diễn của BTS.                                                           |
| Seo Chang-bin          | 서창빈 | 徐彰彬  | Từ Chương Bân    | Hàn Quốc  | 11 tháng 8, 1999  | Thực tập trong khoảng 2 năm |
| Hwang Hyun-jin         | 황현진 | 黃鉉辰  | Hoàng Huyễn Thần | Hàn Quốc  | 20 tháng 3, 2000  | Thực tập trong khoảng 2 năm |
| Han Ji-sung            | 한지성 | 韓知城  | Hàn Trí Thành    | Hàn Quốc  | 14 tháng 9, 2000  | Thực tập trong khoảng 3 năm |
| Felix Lee/ Lee Yongbok | 필릭스 | —       | —                | Úc        | 15 tháng 9, 2000  | Sinh ra ở Australia. Là thực tập sinh trong khoảng gần 1 năm. |
| Kim Seung-min          | 김승민 | 金昇旻  | Kim Thắng Mân    | Hàn Quốc  | 22 tháng 9, 2000  | Gia nhập công ty vào năm 2017 sau khi trở thành Á quân cuộc thi Audition lần thứ 13 của JYP Entertainment.                                                                            |
| Yang Jeong-in          | 양정인 | 梁精寅  | Lương Tinh Dần   | Hàn Quốc  | 8 tháng 2, 2001   | Sinh ra ở Busan. |

- Bang Chan, Seo Chang-bin và Han Ji-sung là thành viên của một nhóm trước khi ra mắt mang tên 3RACHA.[17]
- Đội hình gồm ba nhóm theo vị trí của các thành viên: Produce là Bang Chan, Seo Chang-bin và Han Ji-sung, Nhảy là Lee Min-ho, Hwang Hyun-jin và Felix Lee và Hát là Kim Seung-min và Yang Jeong-in.[18]

## Video âm nhạc
| Tiêu đề    | Năm  | Đạo diễn |
| ---------- | ---- | -------- |
| Hellevator | 2017 | Không rõ |